# Velikoje (jezero v Rjazaňské oblasti)
Velikoje (rusky Великое) je jezero v Rjazaňské oblasti v Rusku. Leží na severovýchod od města Rjazaň. Má rozlohu přibližně 20,4 km².

## Vodní režim
Nachází se v povodí řeky Pra (přítok Oky).